# Rugby Europe International Championships 2017-18
La Rugby Europe International Championships es el sistema de competición entre selecciones nacionales europeas, salvo las Integrantes del Seis Naciones.
La actual edición servirá además como sistema clasificatorio de los equipos nacionales europeos para la Copa Mundial de Rugby de 2019.

## Sistema de puntuación
La clasificación se determina según los siguientes criterios:
- 4 puntos por una victoria
- 2 puntos por un empate
- 0 puntos por una derrota
- 1 punto bonus por anotar 4 ensayos en un partido (bonus ofensivo)
- 1 punto bonus por perder por 7 o menos puntos (bonus defensivo)
- 1 punto bonus por ganar todos los partidos de la temporada (bonus Grand Slam)

## Rugby Europe Championship 2018

### Clasificación
| Pos. | Nación   | Partidos | Partidos | Partidos  | Partidos | Partidos | Tantos  | Tantos    | Tantos | Puntos |
| Pos. | Nación   | Jugados  | Ganados  | Empatados | Perdidos | Bonus    | A favor | En contra | Dif    | Puntos |
| ---- | -------- | -------- | -------- | --------- | -------- | -------- | ------- | --------- | ------ | ------ |
| 1    | Georgia  | 5        | 5        | 0         | 0        | 3+1*     | 188     | 35        | +153   | 24     |
| 2    | Rusia    | 5        | 2        | 0         | 3        | 3        | 142     | 84        | +58    | 11     |
| 3    | Alemania | 5        | 0        | 0         | 5        | 0        | 34      | 359       | -325   | 0      |
| 4    | Bélgica  | 5        | 2        | 0         | 3        | 1        | 106     | 182       | -76    | -1*    |
| 5    | España   | 5        | 3        | 0         | 2        | 1        | 146     | 74        | +72    | -7*    |
| 6    | Rumania  | 5        | 3        | 0         | 2        | 2        | 198     | 80        | +118   | -11*   |

### Clasificación combinada (2017–2018)
| Pos. | Nación   | Partidos                              | Partidos                              | Partidos                              | Partidos                              | Partidos                              | Tantos                                | Tantos                                | Tantos                                | Puntos                                |
| Pos. | Nación   | Jugados                               | Ganados                               | Empatados                             | Perdidos                              | Bonus                                 | A favor                               | En contra                             | Dif                                   | Puntos                                |
| ---- | -------- | ------------------------------------- | ------------------------------------- | ------------------------------------- | ------------------------------------- | ------------------------------------- | ------------------------------------- | ------------------------------------- | ------------------------------------- | ------------------------------------- |
| 1    | Georgia  | No computable al estar ya clasificada | No computable al estar ya clasificada | No computable al estar ya clasificada | No computable al estar ya clasificada | No computable al estar ya clasificada | No computable al estar ya clasificada | No computable al estar ya clasificada | No computable al estar ya clasificada | No computable al estar ya clasificada |
| 2    | Rusia    | 8                                     | 4                                     | 0                                     | 4                                     | 4                                     | 226                                   | 144                                   | +82                                   | 20                                    |
| 3    | Alemania | 8                                     | 2                                     | 0                                     | 6                                     | 2                                     | 149                                   | 446                                   | -287                                  | 10                                    |
| 4    | Rumania  | 8                                     | 6                                     | 0                                     | 2                                     | 6                                     | 296                                   | 126                                   | +170                                  | 0*                                    |
| 5    | España   | 8                                     | 6                                     | 0                                     | 2                                     | 2                                     | 217                                   | 85                                    | +132                                  | -14*                                  |
| 6    | Bélgica  | 8                                     | 2                                     | 0                                     | 6                                     | 3                                     | 170                                   | 257                                   | –87                                   | -19*                                  |

## Rugby Europe Trophy 2017-18
| Pos. | Nación          | Partidos | Partidos | Partidos  | Partidos | Partidos | Tantos  | Tantos    | Tantos | Puntos |
| Pos. | Nación          | Jugados  | Ganados  | Empatados | Perdidos | Bonus    | A favor | En contra | Dif    | Puntos |
| ---- | --------------- | -------- | -------- | --------- | -------- | -------- | ------- | --------- | ------ | ------ |
| 1    | Portugal        | 5        | 5        | 0         | 0        | 2+1*     | 168     | 76        | +92    | 23     |
| 2    | Países Bajos    | 5        | 4        | 0         | 1        | 3        | 199     | 110       | +89    | 19     |
| 3    | República Checa | 5        | 3        | 0         | 2        | 0        | 93      | 120       | -27    | 12     |
| 4    | Suiza           | 5        | 2        | 0         | 3        | 2        | 109     | 122       | -13    | 10     |
| 5    | Polonia         | 5        | 1        | 0         | 4        | 3        | 106     | 147       | -41    | 7      |
| 6    | Moldavia        | 5        | 0        | 0         | 5        | 1        | 58      | 158       | -100   | 1      |

## Rugby Europe Conference 2017-18

### Conferencia 1

#### Conferencia 1 Norte
| Pos. | Nación   | Partidos | Partidos | Partidos  | Partidos | Partidos | Tantos  | Tantos    | Tantos | Puntos |
| Pos. | Nación   | Jugados  | Ganados  | Empatados | Perdidos | Bonus    | A favor | En contra | Dif    | Puntos |
| ---- | -------- | -------- | -------- | --------- | -------- | -------- | ------- | --------- | ------ | ------ |
| 1    | Lituania | 4        | 4        | 0         | 0        | 2+1*     | 127     | 78        | +49    | 19     |
| 2    | Ucrania  | 4        | 2        | 1         | 1        | 2        | 92      | 63        | +79    | 12     |
| 3    | Suecia   | 4        | 2        | 0         | 2        | 1        | 92      | 109       | -17    | 9      |
| 4    | Hungría  | 4        | 0        | 1         | 3        | 3        | 60      | 72        | -12    | 5      |
| 5    | Letonia  | 4        | 1        | 0         | 3        | 0        | 72      | 121       | -49    | 4      |

#### Conferencia 1 Sur
| Pos. | Nación               | Partidos | Partidos | Partidos  | Partidos | Partidos | Tantos  | Tantos    | Tantos | Puntos |
| Pos. | Nación               | Jugados  | Ganados  | Empatados | Perdidos | Bonus    | A favor | En contra | Dif    | Puntos |
| ---- | -------------------- | -------- | -------- | --------- | -------- | -------- | ------- | --------- | ------ | ------ |
| 1    | Malta                | 4        | 4        | 0         | 0        | 3+1*     | 221     | 48        | +173   | 20     |
| 2    | Croacia              | 4        | 2        | 1         | 1        | 1        | 85      | 97        | -12    | 11     |
| 3    | Israel               | 4        | 2        | 0         | 2        | 2        | 105     | 86        | +19    | 10     |
| 4    | Bosnia y Herzegovina | 4        | 1        | 0         | 3        | 0        | 54      | 140       | -86    | 4      |
| 5    | Andorra              | 4        | 0        | 1         | 3        | 2        | 60      | 154       | -94    | 4      |

### Conferencia 2

#### Conferencia 2 Norte
| Pos. | Nación     | Partidos | Partidos | Partidos  | Partidos | Partidos | Tantos  | Tantos    | Tantos | Puntos |
| Pos. | Nación     | Jugados  | Ganados  | Empatados | Perdidos | Bonus    | A favor | En contra | Dif    | Puntos |
| ---- | ---------- | -------- | -------- | --------- | -------- | -------- | ------- | --------- | ------ | ------ |
| 1    | Luxemburgo | 4        | 4        | 0         | 0        | 2+1*     | 162     | 24        | +138   | 19     |
| 2    | Dinamarca  | 4        | 3        | 0         | 1        | 2        | 211     | 45        | +166   | 14     |
| 3    | Finlandia  | 4        | 2        | 0         | 2        | 1        | 107     | 120       | -13    | 9      |
| 4    | Noruega    | 4        | 1        | 0         | 3        | 2        | 83      | 90        | -7     | 6      |
| 5    | Estonia    | 4        | 0        | 0         | 4        | 0        | 31      | 315       | -284   | 0      |

#### Conferencia 2 Sur
| Pos. | Nación     | Partidos | Partidos | Partidos  | Partidos | Partidos | Tantos  | Tantos    | Tantos | Puntos |
| Pos. | Nación     | Jugados  | Ganados  | Empatados | Perdidos | Bonus    | A favor | En contra | Dif    | Puntos |
| ---- | ---------- | -------- | -------- | --------- | -------- | -------- | ------- | --------- | ------ | ------ |
| 1    | Chipre     | 4        | 3        | 0         | 1        | 2        | 114     | 51        | +63    | 14     |
| 2    | Austria    | 4        | 3        | 0         | 1        | 1        | 110     | 85        | +25    | 13     |
| 3    | Serbia     | 4        | 2        | 0         | 2        | 2        | 131     | 98        | +33    | 10     |
| 4    | Eslovenia  | 4        | 2        | 0         | 2        | 1        | 82      | 75        | +7     | 9      |
| 5    | Eslovaquia | 4        | 0        | 0         | 4        | 0        | 45      | 173       | -128   | 0      |

## Rugby Europe Development 2018
| Pos. | Nación     | Partidos | Partidos | Partidos  | Partidos | Partidos | Tantos  | Tantos    | Tantos | Puntos |
| Pos. | Nación     | Jugados  | Ganados  | Empatados | Perdidos | Bonus    | A favor | En contra | Dif    | Puntos |
| ---- | ---------- | -------- | -------- | --------- | -------- | -------- | ------- | --------- | ------ | ------ |
| 1    | Bulgaria   | 2        | 2        | 0         | 0        | 1        | 96      | 25        | +71    | 9      |
| 2    | Turquía    | 2        | 1        | 0         | 1        | 0        | 38      | 47        | -9     | 4      |
| 3    | Montenegro | 2        | 0        | 0         | 2        | 1        | 8       | 70        | -62    | 1      |

## Play-offs

### Play-off Ascenso/Descenso Championship-Trophy
| 10 de noviembre de 2018 | Rumania | 36 – 6  | Portugal | Stadionul Lascăr Ghineț (Arena Zimbrilor), Baia Mare |                                       |
| 14:00 EET (UTC+2)       |         | Reporte |          | Árbitro(s): Ian Tempest ( Inglaterra)                | Árbitro(s): Ian Tempest ( Inglaterra) |

### Play-off de ascenso a Trophy
| 19 de mayo de 2018 | Lituania | 81 – 10 | Malta | Savivaldybė Stadium, Šiauliai         |                                       |
| 14:00 EEST (UTC+3) |          | Reporte |       | Árbitro(s): Rémy Charleroy ( Francia) | Árbitro(s): Rémy Charleroy ( Francia) |